# Paracles fulvicollis
Paracles fulvicollis là một loài bướm đêm thuộc phân họ Arctiinae, họ Erebidae.